# Pyrrhobryum mnioides
Pyrrhobryum mnioides là một loài rêu trong họ Rhizogoniaceae. Loài này được (Hook.) Manuel mô tả khoa học đầu tiên năm 1980.